# 蔣幹

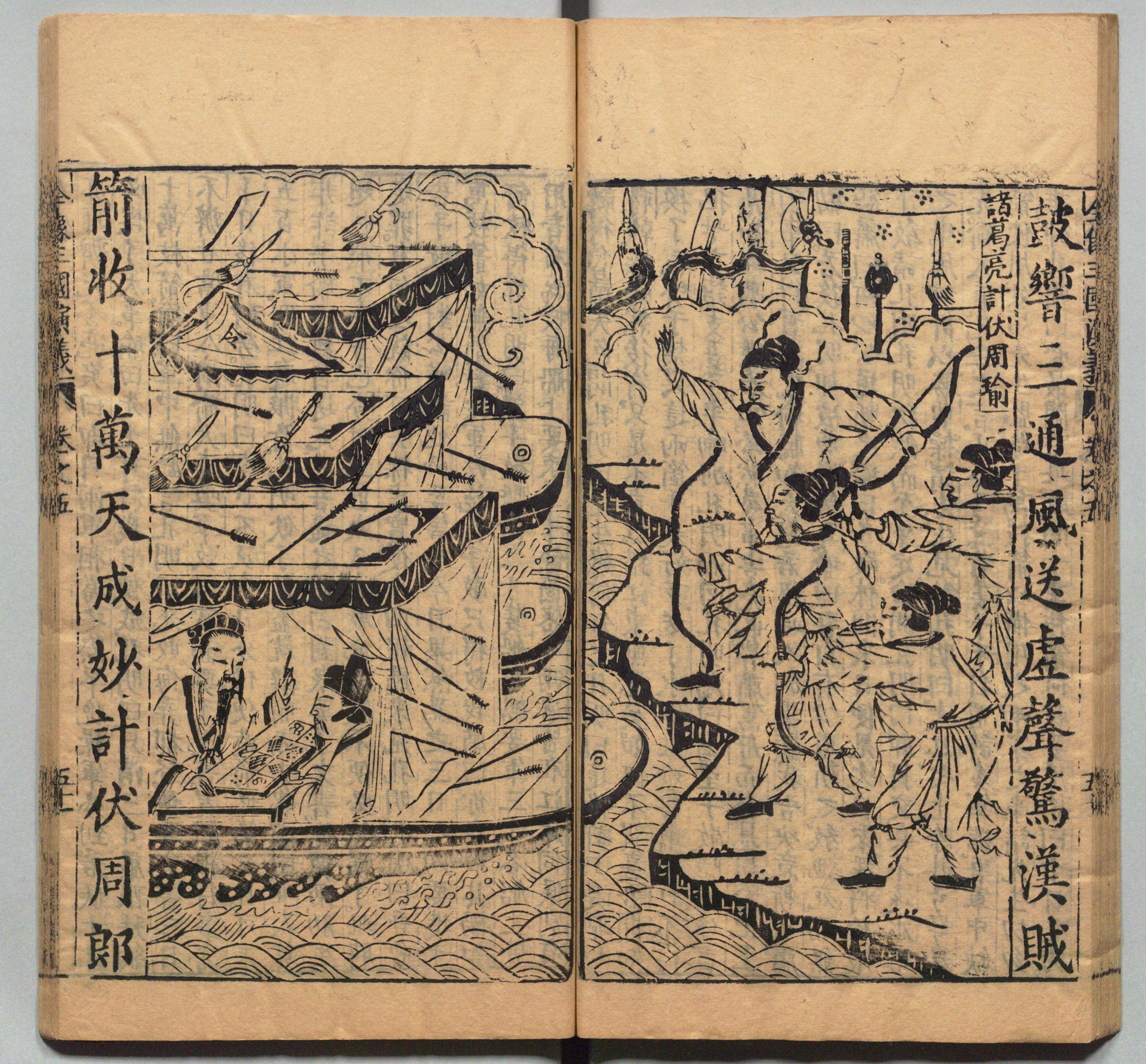
周曰校插图版《三国志通俗演义》中的群英会周瑜逗蒋干

蔣幹（？—？），字子翼，东汉末年的说客和三國時曹魏官員，九江人。

## 生平
《三国志》裴注引《江表传》描述蔣幹“有仪容，以才辩见称，独步江、淮之间，莫与为对”。赤壁之战後（建安十四年），曹操知道周瑜年少有美才，而蒋幹的故乡九江郡与周瑜的故乡庐江郡相邻，于是派蔣幹去见周瑜，希望能劝说周瑜离开孙权投奔自己。
周瑜接见蒋幹，说：「子翼你費盡心思，長途跋涉過江前來，是為曹氏做说客嗎？」蔣幹说：「我和你的故鄉同屬一州，大家分開後很久不見，我在遠方聽闻你的大名，因此前来敘舊，順道來看望你高雅的風采，但你卻說我是來當说客，豈不是在猜疑我欺騙你嗎？」周瑜说：「我曲藝虽然比不上夔和师旷，但聽赏你的弦音樂曲，也足以了解你曲中之意了。」
之后周瑜請蔣幹入內一同进食。三日後周瑜邀请蔣幹参观军营，宴饮时还请侍者展示服饰珍玩，并向蔣幹说：「堂堂男子立身处世，遇到了解自己的主公，表面有著君臣的恩義，箇中更連著兄弟般的情誼，不僅聽從自己的意見和计策，還和自己一起共患難同享樂，即使苏秦、张仪再生，郦食其再出現，尚且無言以對，又怎會是你這年輕人可以說得動呢？」
蔣幹只是一直笑著，始终没有说话，回去后向曹操称赞周瑜雅量之高，並非單憑言辞就能離間得到，即是劝其放弃招降的念头。

## 文學改造
《三國演義》描述赤壁之戰前蔣幹充當曹操之說客，企圖勸說周瑜投降。而當時，不想周瑜正擔心蔡瑁和張允幫助曹軍訓練好水軍，將計就計，擺下「群英會」，誘導蔣盜走假的張、蔡二人的「投降書」，以反間計除去了這二人，蔣幹卻自以為立功。成為笑柄，留下了「蔣幹盜書」這一典故。之后，龐統所獻連環計也是設計誘使蔣幹渡江引薦。民間評書中還有創作，部分三國影視作品也將故事延伸，描述蔣幹在曹操誤殺蔡瑁和張允後難掩立功之喜竊笑，於是在曹操察覺中計後便將蔣幹處死。在元明三国的话本里，蔣幹在黄盖火烧战船后被曹操部将杀死。